# 県道158号 (台湾)
県道158号（けんどう158ごう）は、雲林県台西郷から同県斗六市を結ぶ、全長45.4kmの台湾の県道である。

## 通過する自治体
- 雲林県
  - 台西郷
  - 東勢郷
  - 褒忠郷
  - 土庫鎮
  - 虎尾鎮
  - 斗南鎮
  - 斗六市

## 接続する道路
- 台17線
- 県道155号
- 県道153号
- 台19線
- 県道158甲線
- 県道145号
- 県道158乙線
- 国道1号
- 台1線
- 台1丁線
- 県道154乙号
- 台3線

## 施設
- 平和国小学校
- 斗南インターチェンジ
- 雲林科技工業区

## 支線

### 甲線
県道158号甲線（けんどう158ごうこうせん）は、雲林県台西郷から南投県竹山鎮を結ぶ全長、52.696kmの台湾の県道で、今の台湾で第二長い県道支線である。

#### 通過する自治体
- 雲林県
  - 台西郷
  - 東勢郷
  - 褒忠郷
  - 土庫鎮
  - 虎尾鎮
  - 斗南鎮
  - 古坑郷
- 南投県
  - 竹山鎮

#### 接続する道路
- 台17線
- 県道153号
- 台19線
- 県道158号
- 県道145号
- 台1線
- 県道158乙線
- 台3線
- 県道154乙線
- 県道149甲線
- 県道149号

### 乙線
県道158号乙線（けんどう158ごうおつせん）は、雲林県斗南鎮から同県古坑郷を結ぶ全長、12.181kmの台湾の県道である。

#### 通過する自治体
- 雲林県
  - 斗南鎮
  - 古坑郷

#### 接続する道路
- 県道158号
- 台1線
- 県道158甲線
- 台3線